# Apatura melanthes
Apatura melanthes är en fjärilsart som beskrevs av Cabeau 1919. Apatura melanthes ingår i släktet Apatura och familjen praktfjärilar. Inga underarter finns listade i Catalogue of Life.